# Sleep (pel·lícula de 1964)
Sleep és una pel·lícula d'avantguarda nord-americana de 1964 de Andy Warhol. Amb una durada de cinc hores i 21 minuts, consta d'imatges en bucle de John Giorno, l'amant de Warhol en aquell moment, dormint.
La pel·lícula va ser un dels primers experiments de Warhol amb la realització de cinema, i va ser creada com un "anti-pel·lícula". Warhol més tard ampliaria aquesta tècnica a la seva pel·lícula de vuit hores de durada Empire.

## Descripció
Sleep és una pel·lícula muda en blanc i negre que mostra Giorno adormit. Té una durada de més de cinc hores, dividides en cinc rodets. Tot i que la manca d'acció dona la il·lusió de continuïtat, la pel·lícula s'uneix a partir de molts plans més curts.
El pla d'obertura de la pel·lícula només dura quatre minuts i mig, però es repeteix sis vegades. La resta del rodet utilitza sis trets únics, que es mostren primer de forma seqüencial, després s'alternen entre els dos primers i, després, els quatre últims. El segon rodet utilitza tres trets repetits de les natges de Giorno i un cop repetit del seu cap. El tercer rodet de Sleep només utilitza una única presa de quatre minuts i mig de Giorno dormint d'esquena, feta en bucle durant una hora i mitja. El quart rodet utilitza un sol primer pla de quatre minuts i mig del cap de Giorno en bucle durant 86 minuts. El rodet final té la major variació, amb nou trets únics durant 49 minuts. És l'únic rodet en què Warhol utilitza un fragment d'un pla en lloc d'incloure el pla en la seva totalitat.

## Producció

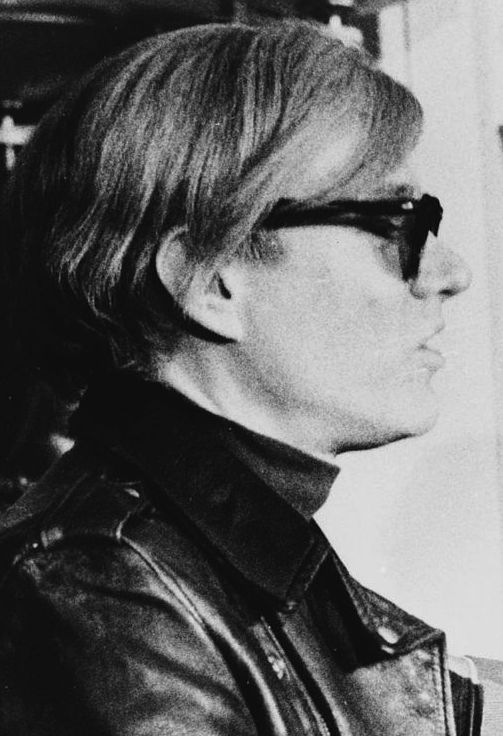
Warhol el 1967

### Fotografia
A mitjans de 1963 Warhol va passar els caps de setmana a una granja de la finca Mallett a Lyme (Connecticut), la casa d'estiueig de la galerista Eleanor Ward. Allà, va començar a gravar imatges de Sleep. Va usar una càmera Bolex de 16 mm. Això el limitava a rodets de 30 metres que duraven tres minuts cadascun. Va passar mesos intentant aprendre a fer servir la càmera de manera eficaç. Warhol finalment va gravar quatre hores de metratge, encara que a Sleep només en fa servir uns 30 minuts.

### Post-producció
Warhol va fer algunes de les fotos i va girar l’estoc de pel·lícula de manera que la llum del projector va colpejar la base abans de l'emulsió. Sarah Dalton, que havia treballat amb Warhol en algunes de les seves serigrafies, va editar la pel·lícula. Li va indicar que ometís les imatges que contenien massa moviment i "intentar fer-les més iguals". Per estructurar les preses a Sleep, Dalton va muntar guions de la figura de Giorno. Va repetir algunes de les preses durant llargs períodes i va muntar el metratge. Tot i que la pel·lícula va ser rodada a 24 fotogrames per segon, la velocitat estàndard per a pel·lícules sonores, es projecta a una velocitat més lenta de 16 fps, un estàndard més antic per a pel·lícules mudes.
Warhol va crear una banda sonora ad hoc fent tocar una ràdio suaument des d'un balcó del cinema. Tanmateix, va interrompre aquesta pràctica després de les primeres projeccions.
L'any 1964, La Monte Young va proporcionar una banda sonora de dron minimalista sonora a Sleep quan es va mostrar com a petites projeccions de mida televisiva al vestíbul d'entrada al tercer Festival de Cinema de Nova York celebrat al Lincoln Center.

## Llançament
Sleep es va estrenar el 17 de gener de 1964, presentada pel crític de cinema Jonas Mekas, al Gramercy Arts Theatre de la ciutat de Nova York com a recaptació de fons per a The Film-Makers' Cooperative. De les nou persones que van assistir a l'estrena, dues van marxar durant la primera hora. Mekas i el seu company crític Archer Winsten estaven entre el públic, així com Paul Morrissey, un amic del projeccionista Ken Jacobs; Morrissey es va convertir més tard en un col·laborador freqüent de Warhol. Quan el Cinema Theatre de Los Angeles va celebrar una projecció sorpresa de Sleep més tard l'any, els membres del públic van cridar a la pantalla i van amenaçar amb disturbis.
Les imatges de la pel·lícula apareixen en obres d'art posteriors de Warhol. La seva escultura de 1965 Large Sleep utilitza dos fotogrames successius de la pel·lícula, disposats verticalment sobre una làmina de plexiglàs. Una altra escultura de plexiglàs utilitza tres fotogrames successius de Sleep, serigrafiats amb tinta negra, amb una imatge vermella serigrafiada a l'altra cara. Aquest treball actualment s'ha perdut.

## Receptció
Film Culture a votar per atorgar a Warhol el seu premi de cinema independent per Sleep, Haircut, Eat, Kiss i Empire.
Commemorant el cinquantè aniversari de Sleep de Warhol, el cineasta finlandès Juha Lilja va crear un remake de la pel·lícula.